# Записи на оклопима корњача
Записи на оклопима корњача или пророчански записи на костима животиња (кин: 甲骨文; пин: jiǎgǔwén; досл. 'корњачино писање') односе се на урезане (или, ретко, писане кичицом) древне кинеске карактере нађене на пророчанским костима. То су биле животињске кости или оклопи корњача коришћени у врачању у бронзаном добу Кине. Велика већина се односи на пиромантијско прорицање касног периода краљевске куће Шанг династије у главном граду Јин (садашњи Ањанг, провинција Хенан). Датирање пророчанског записа из Ањанга на костима варира од 14. до 11. века п. н. е. до 1200—1050. п. н. е. Врло мало пророчанских записа на костима су датиране на почетку касније династије Џоу. Пророчански записи у каснијој Шанг династији, заједно са неколико савремених карактера у различитим облицима у бронзаном ливењу, представљају најранији значајан корпус писања кинеског језика, што је битно за проучавање кинеске етимологије. То је уједно и најстарији предак кинеских породица писама.

## Облик
Пророчански записи на костима у касном Шанг периоду изгледају архаично и по облику пиктографски, као Шанг бронзани записи. Најранији пророчански записи на костима се појављују још више тако него примери од краја тог периода (дакле, нешто еволуције се појавило током тог, отприлике, двовековног раздобља). Упоређивање пророчанских записа са оба периода, писања на бронзи Шанг и почетак западне Џоу, пророчански запис је увелико поједностављен, а заобљени облици су често претворени у праволинијске. Сматра се да су разлог томе потешкоће урезивања тврде, коштане површине, у поређењу са лакоћом писања у мокрој глини калупа из које се бронза точила. Детаљнији сликарски стил бронзаних цртежа је више типичан представник Шанг писања (као што би се иначе догађало на бамбусовим књигама) него облик пророчанског записа. Баш се тај стил наставио развијати у писмо периода Џоу и онда у печатно писмо Ћин државе завршног Џоу периода.
Познато је да су људи у периоду Шанг такође писали са четкицом и мастилом, будући да су се нашли цртежи писани четкицом на малом броју грнчарије, љуски, костију, жада и других камених предмета, а и постоје докази да су они такође писали на бамбусовим (или дрвеним) књигама баш као и оне које су се нашли крајем Џоу до Хан периода, јер слова за четкицу за писање 聿 yù и књига од бамбуса (冊 cè, књига са танким усправним дрвеним тракама и водоравном повезом књиге од конца) су присутни у пророчанским запису. Лакоћа писања четкицом је већа него што је писање писаљком у мокрој глини. Претпоставља се да су стил и структура Шанг карактера на бамбусу биле сличне онима на бронзи, и да је већина писања било са четкицом на тим књигама. Додатна подршка за овај појам укључује преорјентација неких карактера окрећући их 90 степени како би боље стали на дугачкој, уској летвици. Овај стил мора да је био развијен на бамбусу или дрвеним књигама од малих летвица, а затим пренесено на пророчанском запису. Поред тога, писање слова у усправним стубовима, од врха до дна, великим делом је пренесено из књиге бамбуса на пророчанском запису. У неким случајевима водоравне линије су цртане тако да се текст подудара са пророчанским пукотинама, или стубови текста се окрену 90 степени средином тока, али то су изузеци уобичајеног писањаQiu 2000, pp. 67</ref>, и записи никад нису читани од дна према врху. Усправни стубови текста у кинеском писању су традиционално поређани здесна налево и овај образац се налази на бронзаним написима из Шанг династије па надаље. Међутим, су често распоређени да стубови почну код средње осе корњачког оклопа или кости, и иду према ивици, тако да су две стране поређани по огледалском изгледу.

## Структура и функција
Упркос примитивним и графичким изгледом пророчанског записа, у ствари је потпуно функционално и прилично зрело писмо, тј. да може снимити језик у целини, а не само изоловане врсте значења. Овај степен зрелости јасно подразумева ранији период развоја за најмање неколико стотина година. Запостављеним пореклом као пиктографе и знакове, већ у времену Шанг династије, већина карактера су већ били изражени на уобичајени начин на таквим поједностављеним облицима да значења многих литографа нису одмах видљиве. Упоредите, на пример, карактери означени А и Б налево и десно. Без пажљивог истраживања за упоредбу ових каснијих облика, вероватно не би се знало да ти карактери претпостављају 豕 shĭ 'свиња' и 犬 quǎn 'пас' односно. Како Болтз (1994 & (2003). стр. 31-33) већ напомиње, већина карактера пророчанских записи нису описани довољно реалистични за оне који не знају писмо да препознају шта представљају, иако су литографски у пореклу више нису литографи у функцији.
За време пророчанског записа у касном доба Шанг, карактери су се већ развили у различите углавном не-пиктографске сврхе, укључујући све главне врсте кинеских знакова сада у употреби. Изамјени фонетски карактери, семантичко-фонетски спојеви и асоцијативни спојеви су већ били уобичајени. Једна структурна и функционална анализа пророчанског записа је утврдила да су 23% литографи, 2% једноставни показни, 32% асоцијативни спојеви, 11% фонетски зајам, 27% фонетско-семантички спој, а 6% неодређени.
Упркос статусу као потпуно функционални и прилично зрео писани систем, пророчански запис није заправо 100% зрео — облик врло мало знакова се мења зависно од контекста, и у неким случајевима ред знакова се не баш подудара са језиком. До раног западног Џоу периода, ове особине су нестале, али у оба периода, писмо није било потпуно редовно или стандардизовано. Варијанта облика слова су били распрострањени (погледајте много начина за писање 寅 yín, трећи Земаљски део са леве стране), и величина и оријентација слова су такође нерегуларне. Слово кад је окренуто водоравно обично се односи на исту реч, и додатни делови су понекад присутни без мењања значења. Све док стандардизација није спроведена у Ћин династијском печатном писму нису нередовност отишли.
Слова пророчанског записа могу имати делове које се разликују у каснијим словима, на пример слово за јесен 秋 сада се појављује са 禾 за један део и ватром 火 за други део. Од пророчанског записа, може се видети да биће слично мраву су урезани уместо (има, међутим још један ретко коришћено слово за јесен које увелико личи облику пророчанског записа, 龝).
Од хиљаду знакова пронађено из свих коштаних комада, већина је остала непротумачена. Један добар пример је приказан у парчу испод, насловљен „пророчански запис за пролеће“. Горњи леви знак у овој слици нема познат савремен кинески препис. Једна од боље познатих слова ипак је приказано директно испод тога које изгледа као усправни једнократни троугао са линијом која реже кроз горњи део. Ово  је слово пророчанског записа за 王 wáng „краљ“.

## Истраживање
Међу главним кинески научницима који су донели значајан допринос проучавању пророчанског записа, нарочито у раним данима, били су:
- Wáng Yìróng (王懿榮; 1845-1900), који је 1899. препознао као слова древног кинеског писања
- Liú È (刘鶚; 1857-1909), који је прикупио пет хиљада комада пророчанских записа, и штампао прво издање књиге примера и брусних камена 1903. и исправно идентификовао тридесет и четири слова
- Sūn Yíràng (孫詒讓, 1848-1908), први озбиљни истраживач пророчанских костију
- Luó Zhènyù (羅振玉, 1866-1940), који је прикупило више од 30.000 пророчанских кости и објавио неколико књига, идентификовао имена краљева Шанг династије, и тиме позитивно идентификовао пророчанске кости као артефеката из Шанг краљевства
- Wáng Gúowéi (王國維, 1877-1927), који је показао да хронологија Шанг краљевства одговара рекордима Сима Ћиан од историчара
- Dǒng Zuòbīn (董作賓, 1895-1963), који је идентификовани врачаре и успоставио редослед за пророчанске кости, као и бројне друге критеријуме датирања
- Gūo Mòruò (郭沫若, 1892-1978)[21]

## Пророчанске кости Џоу династије
Број пророчанских кости са записима савремен са крајем Шанг и почетком Џоу је доста мали у поређењу са бројом читавог корпуса Шанг записима. До 1977, само неколико написа на артефактима од корњачевине и костију. Записи везани са Џоу периодом су ископавани почетком 1950-их, са нађеним комадима који имају само један или два слова. У августу 1977. велика хрпа од неколико хиљада комада је откривена у подручју блиско везана за унутрашњост старе Џоу државе. Од тих, само два или три стотина предмета су написана.
Ово је пример Џоу записа.

## Примери
- Пророчанска кост (која је непотпуна) са врачем који пита Шанг краља хоће ли бити зле коби у наредних десет дана
- Копија древног кинеског писма на пророчкој корњачевини
- Свиња
- Пас